# هانز غايغر
يوهانس هانز فيلهلم غايغر (30 سبتمبر 1882 - 24 سبتمبر 1945م) كان عالم فيزيائي ألماني. اشتهر بسبب مشاركته في اختراع مكشاف الجسيمات عداد غايغر وتجربة جيجر ومارسيديان والتي اكتشفت نواة الذرة. ولد غايغر في نويشتات أن در فاينشتراسه، ألمانيا. وهو ابن المستشرق الألماني فلهم جيجر، والذي كان دكتور جامعي في جامعة إرلنغن نورنبيرغ.
في عام 1902م، بدأ غايغر بدراسة الفيزياء والرياضيات في جامعة إرلنغن نورنبيرغ وقد تم منحة الدكتوراه في عام 1906. في عام 1907م بدأ العمل مع إرنست رذرفورد في جامعة مانشستر وفي العام 1909 م، أجرى مع إرنست رذرفورد تجربه رقاقة الذهب، رذرفورد مع غايغر صنعوا أنبوب رذرفورد-غايغر، ولاحقاً أطلق عليه اسم انبوب غايغر.
في عام 1911م غايغر مع وجون ميتشل نوتال اكتشفوا قانون غايغر-نوتال وقد قاموا بإجراء تجارب أدت إلى نموذج رذرفورد للذرة    . في 1928م أنشئ غايغر مع طالبه فالتر مولر نسخة محسنه من أنبوب غايغر، أنبوب جايجر-مولر   . وعمل غايغر كذلك مع جيمس تشادويك. في عام 1912م أصبح قائد غايس أنشتايت للتقنية الفيزيائية في برلين، 1925م، برفسور في كيل، 1929م في توبينغن ومن 1936م في برلين.
كان عضوا في برنامج التسلح النووي الألماني. لم يصرح غايغر أرائه عن النازية. هنالك تقارير تفيد بأنه كان يساعد، ويرفض زملاء يهوديين. توفي غايغر في بوتسدام، ألمانيا. بعد عدة شهور من انتهاء الحرب العالمية الثانية. وكان لديه 3 أخوات وأخ واحد.

## روابط خارجية
- هانز غايغر على موقع الموسوعة البريطانية (الإنجليزية)
- هانز غايغر على موقع مونزينجر (الألمانية)
- هانز غايغر على موقع إن إن دي بي (الإنجليزية)